# Bertsdorfer Wasser
Das Bertsdorfer Wasser, auch die Bertse genannt, ist ein 5,2 km langer Bach in der südostsächsischen Gemeinde Bertsdorf-Hörnitz im Landkreis Görlitz, der in Hörnitz von rechts in die untere Mandau mündet, hier Grenzgewässer zur Stadt Zittau.

## Beschreibung
Der Bach entspringt nordöstlich des Pocheberges im Zittauer Gebirge und fließt durch ein von sanften Hügeln gesäumtes Tal in nordöstliche Richtung. Von seiner Quelle in der Butte an schlängelt sich das Bertsdorfer Wasser in seinem Oberlauf durch das gesamte Dorf Bertsdorf, beiderseits des Baches reihen sich die Häuser des langgestreckten Waldhufendorfes aneinander.

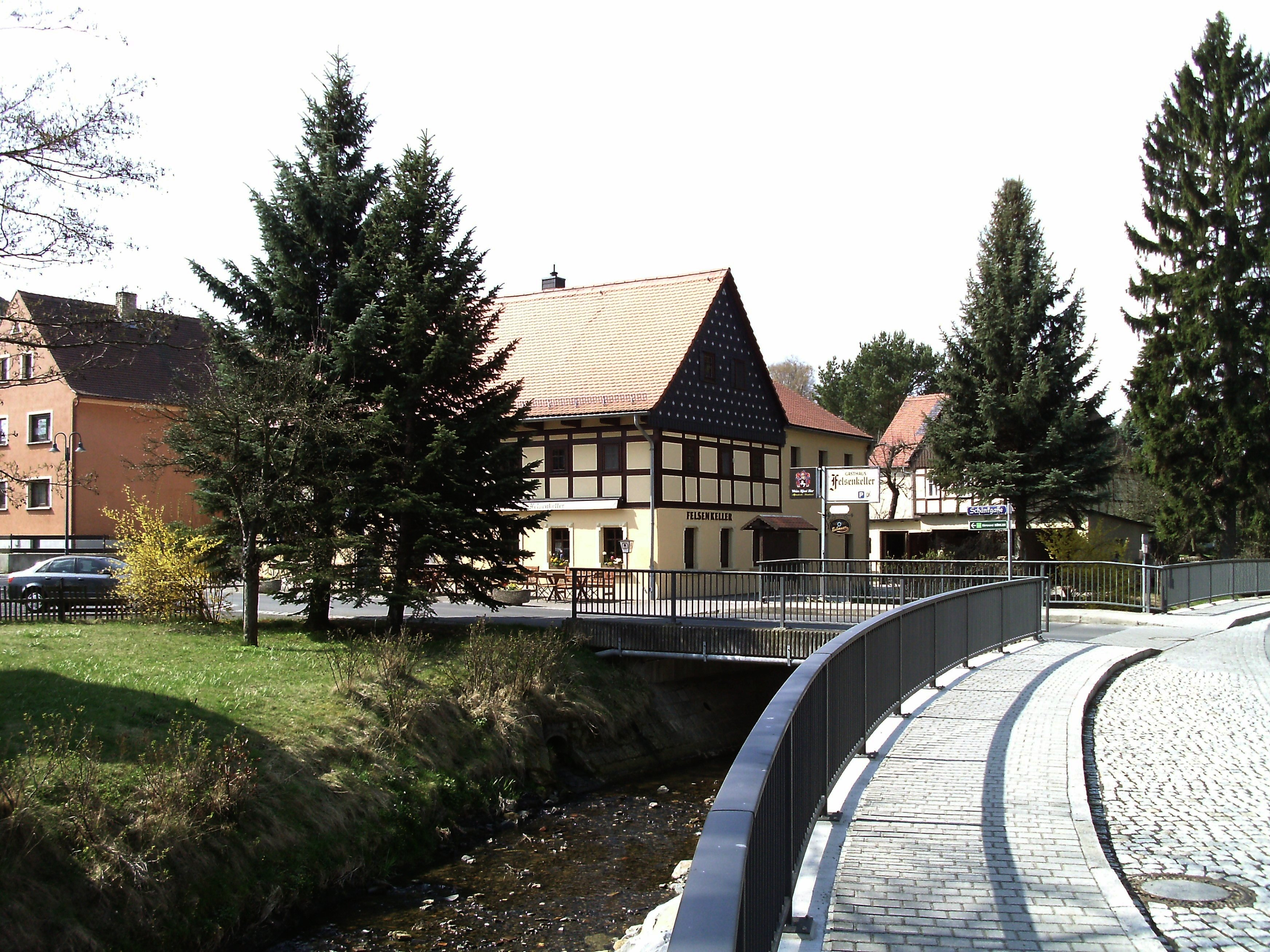
Bertsdorfer Wasser am Felsenkeller in Bertsdorf

Unterhalb von Bertsdorf fließt das Gewässer im Offenland an der Kleingartenanlage „Am Höllgraben“ vorbei. Der Unterlauf führt durch das Lehndörfel nach Althörnitz. Dort mündet der Bach in der Nähe des ehemaligen Gasthauses Schweizerhof unterhalb der Mandaubrücke zwischen Hörnitz und Pethau in die Mandau.
Das Bertsdorfer Wasser ist ein ganzläufig offen fließendes Gewässer. Innerhalb der Ortschaften Bertsdorf und Hörnitz ist es überwiegend ausgebaut und in hohe Natursteinmauern gefasst, vor allem auf dem Abschnitt zwischen beiden Dörfern blieb sein naturnaher Charakter erhalten. Der Bach wird von zahlreichen Brücken und Stegen überquert. In Hörnitz prägt der Bach den Ortsrandbereich.
Zuflüsse sind das Feldwasser bzw. Steinbüschelgraben, der Mühlgraben (ein Abzweig des Grundbaches), der Alte Graben bzw. Schießhausgraben sowie der Hörnitzer Dorfbach.

Das schmal ausgeprägte Einzugsgebiet des Bertsdorfer Wassers hat eine Ausdehnung von 11,5 km² und wird von zahlreichen Bergen und Erhebungen eingegrenzt. Es umfasst den größten Teil des Gemeindegebietes von Bertsdorf-Hörnitz sowie minimale Anteile von Jonsdorf, Hainewalde und Olbersdorf. Das Gebiet weist ein großes mittleres Geländegefälle auf und wird wegen seiner fruchtbaren Lößböden größtenteils landwirtschaftlich genutzt. Der Anteil der Acker- und Wiesenflächen liegt bei 82 %; 12,4 % der Flächen sind versiegelt, die geringen Waldflächen nehmen 5,6 % der Gesamtfläche ein.

## Jahrhunderthochwasser vom 7. August 2010
Im Jahr 2010 fielen im Zeitraum Ende Juli bis Anfang August im Zittauer Gebirge starke Niederschläge. Vom 6. zum 7. August wurde an der Niederschlagsstation Bertsdorf-Hörnitz innerhalb von 24 Stunden eine Niederschlagsmenge von 57 mm gemessen, so dass die Speicherkapazität der waldarmen Böden stark ausgeschöpft war. Am Vormittag des 7. August erreichte ein Starkniederschlagsgebiet das Zittauer Gebirge, dabei fielen stündlich zwischen 10 und 36 mm. Insgesamt ging vom 7. zum 8. August eine Niederschlagsmenge von 101 mm nieder. Die an der Niederschlagsstation innerhalb von 48 Stunden gemessenen 160 l/m² entsprechen der durchschnittlichen Niederschlagsmenge von zwei Monaten, der mittlere Jahresniederschlag liegt knapp über 600 mm. Die Wasserstände im Mandau-Einzugsgebiet überschritten binnen weniger Stunden an vielen Pegeln die höchsten beobachteten
Wasserstände. Das Hochwasser wird als ein Ereignis eingeschätzt, das seltener als in einhundert Jahren auftritt.
Die kurzen Fließstrecken führten zusammen mit dem starken Geländegefälle zu einer schnellen Abflussbildung
im Einzugsgebiet und einer Abflusskonzentration im Bertsdorfer Wasser. Auch die Zuflüsse stiegen zu reißenden
Gewässern an; der Steinbüschelgraben, üblicherweise ein wasserarmes Rinnsal, schoss an der Olbersdorfer Straße als reißender Fluss ins Bertsdorfer Tal. Die Fluten überschwemmten in Bertsdorf Wohnhäuser, Nebengebäude
und Gärten, die Dorfstraße entlang des Baches wurde zum Teil des Bachbettes. Rückstau durch Treibgut an Brücken und Stegen führte zu einer Verschärfung der Hochwassersituation. Wegen fehlender Retentionsflächen flachte die Hochwasserwelle zum Unterlauf hin nur geringfügig ab. Am Unterlauf mussten Anwohner evakuiert werden. Die Freiwillige Feuerwehr Bertsdorf-Hörnitz war wegen des wild abfließenden Wassers und der Überschwemmungen nur bedingt zur Ergreifung von wirksamen Hochwasserabwehrmaßnahmen in der Lage.
Das Hochwasser verursachte in Bertsdorf-Hörnitz Schäden in Millionenhöhe. Das wild abfließende Wasser von den angrenzenden landwirtschaftlichen Flächen führte zu Bodenerosionen und Schlammeinschwemmungen bis in den Ort. Die Steinbrücke an der Heinestraße in Althörnitz wurde fortgerissen. Es entstanden Ufer- und Böschungsabbrüche sowie weitreichende Ausspülungen.
Die einzige Hochwasserschutzanlage an den Hängen der Koitsche oberhalb des Hörnitzer Dorfbaches erwies sich als von untergeordneter Bedeutung für das Gesamteinzugsgebiet. Als wesentlichste Maßnahmen wurde die Beseitigung von Engstellen im Rahmen der Wiederherstellung des Bachbettes angesehen.